# Polymera (Polymera) nodulifera
Polymera (Polymera) nodulifera is een tweevleugelige uit de familie steltmuggen (Limoniidae). De soort komt voor in het Neotropisch gebied.